# Cantone di Mareuil-sur-Lay-Dissais
Il Cantone di Mareuil-sur-Lay-Dissais è una divisione amministrativa degli arrondissement di Fontenay-le-Comte, di La Roche-sur-Yon e di Les Sables-d'Olonne.
A seguito della riforma complessiva dei cantoni del 2014 è passato da 11 a 28 comuni.

## Composizione
Prima della riforma del 2014 comprendeva i comuni di:
- Bessay
- La Bretonnière-la-Claye
- Château-Guibert
- Corpe
- La Couture
- Mareuil-sur-Lay-Dissais
- Moutiers-sur-le-Lay
- Péault
- Les Pineaux
- Rosnay
- Sainte-Pexine

Dal 2015 i comuni sono passati a 28, ridottisi poi ai seguenti 27 dal 1º gennaio 2016 per effetto della fusione dei comuni di Chaillé-sous-les-Ormeaux e Saint-Florent-des-Bois per formare il nuovo comune di Rives de l'Yon.
- L'Aiguillon-sur-Mer
- Angles
- Bessay
- La Boissière-des-Landes
- La Bretonnière-la-Claye
- Le Champ-Saint-Père
- Château-Guibert
- Corpe
- La Couture
- Curzon
- La Faute-sur-Mer
- Le Givre
- La Jonchère
- Mareuil-sur-Lay-Dissais
- Moutiers-les-Mauxfaits
- Moutiers-sur-le-Lay
- Péault
- Les Pineaux
- Rives de l'Yon
- Rosnay
- Saint-Avaugourd-des-Landes
- Saint-Benoist-sur-Mer
- Saint-Cyr-en-Talmondais
- Saint-Vincent-sur-Graon
- Sainte-Pexine
- Le Tablier
- La Tranche-sur-Mer